# Boaz (Vorname)
Boaz oder Boas ist ein männlicher Vorname.

## Herkunft und Bedeutung
Bei Boas handelt es sich um die deutsche, bei Boaz um die englische Transkription des hebräischen Namens בֹּעַז bōʿas.
Für gewöhnlich wird der Name als Zusammensetzung aus ב b „in“ mit dem Suffix der 2. Ps. m. Sg. und עֹז ,עוֹז ʿōs „Kraft, Stärke, Macht“ gedeutet und daher mit „in ihm ist Kraft“ übersetzt.
Gelegentlich wird der Name auch mit der arabischen Vokabel baġz „Geistesschärfe“ in Verbindung gebracht.
Im Alten Testament ist Boas ein Vorfahr des König Davids (Rut 2–4 ). In 2 Chr 3,17  wird so eine Säule vor dem Tempel bezeichnet.

## Verbreitung
In den Niederlanden gehört der Name seit 2010 zu den 100 beliebtesten Jungenvornamen. Im Jahr 2021 belegte er Rang 26 in der Vornamensstatistik. In Israel ist der Name mäßig verbreitet und gehört nicht zu den beliebtesten Vornamen.
Der Name Boas war in den „Richtlinien über die Führung von Vornamen“, aus denen zur Zeit des dritten Reiches jüdische Bürger gemäß § 1 der „Zweiten Verordnung zur Durchführung des Gesetzes über die Änderung von Familiennamen und Vornamen“ vom 17. August 1938 die Vornamen wählen mussten, als jüdischer Name aufgeführt.

## Varianten
- Altgriechisch (Bibel): Βοοζ Booz, Βοος Boos, Βααζ Baaz
- Altgriechisch (Josephus): Βοαζος Boazos, βοωζης Boōzēs
- Deutsch: Boas
- Englisch: Boaz
- Hebräisch: בֹּעַז bōʿas
- Latein: Boos
- Niederländisch: Boaz

## Bekannte Namensträger
- Boaz Davidson (* 1943), israelischer Filmregisseur, Drehbuchautor und Produzent
- Boaz Kimaiyo (* 1976), kenianischer Marathonläufer
- Boaz Kiplagat Lalang (* 1989), kenianischer Mittelstreckenläufer
- Boaz Walton Long (1876–1962), US-amerikanischer Diplomat
- Boaz Mauda (* 1987), israelischer Sänger
- Boaz Myhill (* 1982), walisischer Fußballspieler
- Boaz Yakin (* 1966), US-amerikanischer Filmregisseur, Drehbuchautor